# 埃吉尔斯·莱维茨
埃吉尔斯·莱维茨（1955年6月30日—）是一名拉脫維亞政治人物、律師、政治學家和法學家，於2019年至2023年擔任拉脫維亞總統。他於2004年至2019年擔任歐洲法院法官。
在蘇聯後期，莱维茨是拉脫維亞人民陣線的成員，為1990年拉脫維亞宣布恢復獨立做出貢獻。1993年至1994年，他擔任拉脫維亞副總理兼司法部長，1994年至1995年擔任駐匈牙利、奧地利和瑞士大使。隨後，他被任命為歐洲人權法院法官，並一直擔任此職至2004年。他在2015年拉脫維亞總統間接選舉中位居第二，僅次於雷蒙茲·韋約尼斯。儘管他是無黨籍候選人，但卻是拉脫維亞民族聯盟的候選人。2018年，莱维茨再次被任命為歐洲法院法官，他於2004年首次被任命為歐洲法院法官。他已婚，有兩個孩子。他於2019年出版了一本回憶錄。
2023年5月初，他宣布不再競選連任總統，5月31日，埃德加斯·林克維奇斯當選為其繼任者。

## 荣誉

### 外国勋章奖章
- 一等智者雅罗斯拉夫王公勋章（英语：Order of Prince Yaroslav the Wise）（乌克兰，2021年8月23日公布[10]）

## 外部連結
- 维基共享资源上的相關多媒體資源：埃吉尔斯·莱维茨
- 维基语录上有关埃吉尔斯·莱维茨的语录

| 官衔                       | 官衔                           | 官衔                         |
| -------------------------- | ------------------------------ | ---------------------------- |
| 前任者： 維克托斯·斯庫德拉 | 拉脫維亞司法部長 1993年—1994年 | 繼任者： 羅曼斯·阿普西蒂斯   |
| 前任者： 萊伊蒙茨·維尤尼斯 | 拉脫維亞總統 2019年—2023年     | 繼任者： 埃德加斯·林克維奇斯 |